# Dělení Afriky
Dělení Afriky, dobývání Afriky nebo závod o Afriku byla invaze a kolonizace afrických území evropskými mocnostmi v epoše neoimperialismu zejména mezi roky 1881 a 1914. V roce 1870 ovládali Evropané jen 10 % území Afriky, zatímco roku 1914 to bylo 90 %. Nezávislými domorodými státy byly tehdy v Africe již jen Etiopie (Habeš) a Libérie, případně také Dervišský stát, Kyrenaika, nebo Darfur. Po první světové válce nicméně všechny tyto státy do roku 1936 spadly pod správu Evropských zemí, a po druhé světové válce začala dekolonizace.

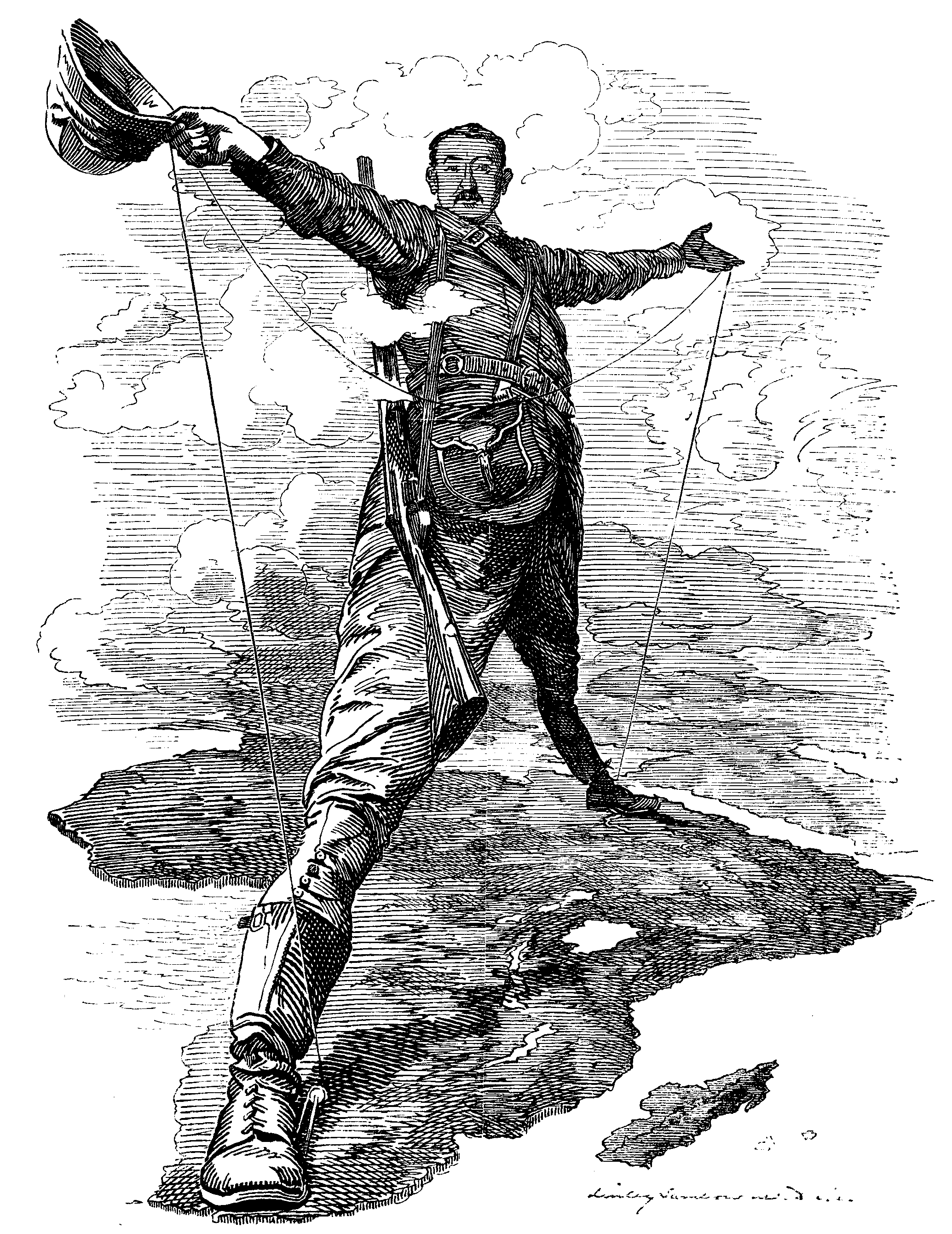
Cecil Rhodes v podobě karikatury Rhodského kolosu znázorňující britské ovládnutí Afriky od egyptské Káhiry po Kapské město v Jižní Africe, časopis Punch

Jako počátek dělení Afriky se obvykle udává Berlínská konference z přelomu let 1884 a 1885, jež regulovala evropskou kolonizaci a obchod s Afrikou. Vzhledem k napětí a rivalitě mezi evropskými mocnostmi té doby byla dohoda o rozdělení sfér vlivu v Africe cestou, jak se vyhnout válce. V posledních letech 19. století pak neformální hegemonie přerostla v přímé ovládnutí a anexi dotčených území Evropany.